# Sjostedtiella claripennis
Sjostedtiella claripennis är en stekelart som beskrevs av André Seyrig 1932. Sjostedtiella claripennis ingår i släktet Sjostedtiella och familjen brokparasitsteklar. Inga underarter finns listade i Catalogue of Life.